# Ilybius discedens
Ilybius discedens är en skalbaggsart som beskrevs av Sharp 1882. Ilybius discedens ingår i släktet Ilybius och familjen dykare. Inga underarter finns listade i Catalogue of Life.